# Roméo Dallaire

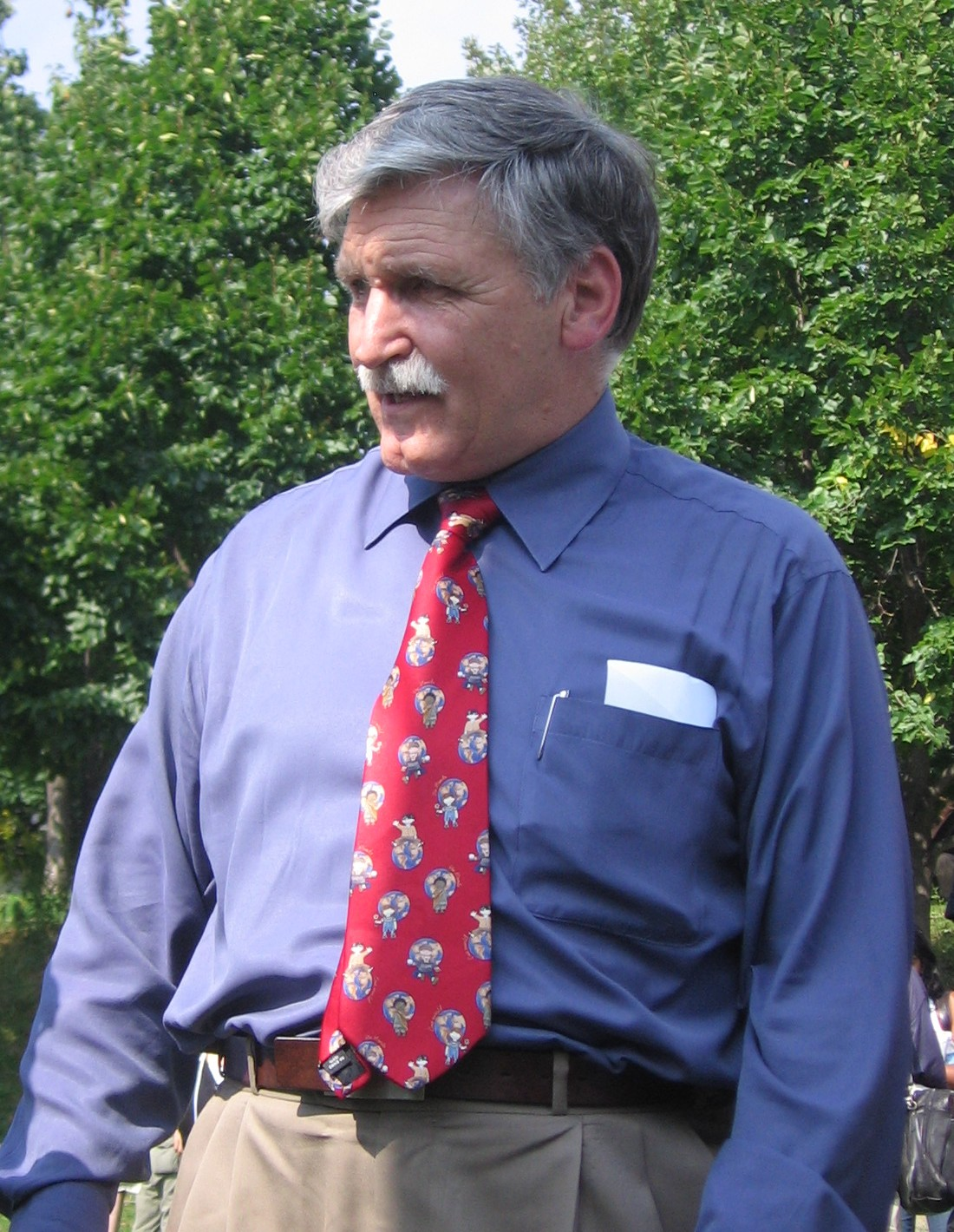
Roméo Dallaire 2006

Roméo Alain Dallaire, född 25 juni 1946 i Denekamp i Nederländerna, är en kanadensisk general och senator.

## Biografi
Dallaire, vars far var kanadensisk sergeant (modern var holländska), tog värvning i armén 1964 och uppnådde brigadgenerals grad 1989.
Dallaire var befälhavare för UNAMIR, FN:s fredsbevarande operation i Rwanda 1993–1994 och i princip den ende i ansvarig ställning som aktivt försökte förhindra hutu-extremisternas folkmord på tutsier där 1994.[källa behövs]
Efter bland annat flera självmordsförsök beviljades Dallaire 22 april 2000 avsked från armén av medicinska skäl[källa behövs] med generallöjtnants grad. Den officiella diagnosen löd posttraumatiskt stressyndrom, men Dallaire, som är djupt religiös, har aldrig gjort någon hemlighet av att den korrekta diagnosen snarare var en överväldigande känsla av skam och vanmakt för att han inte förmådde göra mer för att förhindra att över 800 000 medmänniskor blev mördade.[källa behövs]
Dallaire vittnade 2004 vid International Criminal Tribunal for Rwanda mot folkmordets huvudorganisatör, överste Théoneste Bagosora. Bagosora dömdes 18 december 2008 till livstids fängelse.
Dallaire skrev en bok om sin kamp för att uppmärksamma världens om vad som höll på att hända i Rwanda: Shake Hands with the Devil: The Failure of Humanity in Rwanda. Boken har legat till grund för både en dokumentärfilm (2004) och en spelfilm (2007), regisserad av Roger Spottiswoode. Ytterligare en dokumentär har gjorts om Dallaires insats i Rwanda: The Last Just Man. I den kontrasteras Dallaires hopplösa kamp och framför allt hans orimliga skuldkänslor mot det faktum att ingen annan i ansvarig ställning gjorde någonting alls för att förhindra folkmordet, snarare tvärtom. Nick Noltes rollfigur i filmen Hotel Rwanda baseras till viss del på Dallaire.[källa behövs]
Dallaire utnämndes till senator i Kanada 25 mars 2005, och representerar som sådan Québec och Kanadas liberala parti.
Under öppningsceremonin till Olympiska vinterspelen 2010 i Vancouver var han en av flaggbärarna som bar den olympiska flaggan in till stadion.